# 粗秆雀稗
粗秆雀稗（学名：Paspalum virgatum），为禾本科雀稗属下的一个植物种。